# Đắk R'măng
Đắk R'măng là một xã thuộc huyện Đắk Glong, tỉnh Đắk Nông, Việt Nam.

## Địa lý
Xã Đắk R'măng nằm ở phía bắc huyện Đắk Glong, có vị trí địa lý:
- Phía đông giáp tỉnh Lâm Đồng
- Phía tây giáp xã Đắk Ha
- Phía nam giáp xã Đắk Plao và xã Đắk Som
- Phía bắc giáp xã Quảng Sơn.

Xã Đắk R'măng có diện tích 226,34 km², dân số năm 2019 là 8.854 người, mật độ dân số là 39 người/km².

## Hành chính
Xã Đắk R'măng được chia thành 3 thôn: 5, 6, 7 và 4 bon: Pang Xuôi, Rơ Sông, Sa Nar, Sa Ú.

## Lịch sử
Trước đây, Đắk R'măng là một xã thuộc huyện Đắk Nông, tỉnh Đắk Lắk.
Ngày 27 tháng 6 năm 2005, huyện Đắk Nông được chia thành hai đơn vị hành chính là thị xã Gia Nghĩa và huyện Đắk Glong, xã Đắk R'măng thuộc huyện Đắk Glong.
Ngày 6 tháng 7 năm 2010, Chính phủ ban hành Nghị quyết 28/NQ-CP. Theo đó, điều chỉnh 3.108 ha diện tích tự nhiên của xã Quảng Sơn về xã Đắk R’măng quản lý.
Sau khi điều chỉnh địa giới hành chính, xã Đắk R'măng có 22.613 ha diện tích tự nhiên và 5.448 người.